# Binjamin Wilkomirski
Binjamin Wilkomirski var det namn som Bruno Dössekker, född Bruno Grosjean 1941, använde i sin självskapade identitet som förintelseöverlevare och publicerad författare. Hans fiktiva memoarer Brottsstycken (Bruchstücke. Aus einer Kindheit 1939–1948) från 1995 avslöjades under 1990-talets slut av en schweizisk journalist.

## Boken
1995 publicerade Binjamin Wilkomirski, då en professionell klarinettist och instrumenttillverkare boende i de tyskspråkiga delarna av Schweiz, en memoar med titeln Bruchstücke. Aus einer Kindheit  1939–1948. I romanen beskriver han – enligt vad han hävdar – sina erfarenheter som en barnöverlevare av förintelsen. De påstådda minnena från andra världskriget framställs fragmentariskt och med ett enkelt språk från berättarens perspektiv, ett nedtryckt, väldigt ungt judiskt barn. Det första minne han kan minnas är hur en man krossades av en uniformerad man mot en husvägg. Berättaren är uppenbarligen för ung för att mer precist kunna återberätta det inträffade, men läsaren leds till att tolka mannen som barnets fader. Berättaren och hans bror gömmer sig senare på en bondgård i Polen innan de arresteras och interneras i två nazistiska koncentrationsläger, där han möter sin döende moder för sista gången. Efter att ha befriats från dödslägren tas han till ett barnhem i Krakow, och – slutligen – till Schweiz, där han bor i flera decennier innan han lyckas rekonstruera sitt fragmenterade förflutna.

## Första publicering
Jüdischer Verlag publicerade första gången boken på tyska 1995; förlaget är en del av Suhrkamp Verlag, ett respekterat tyskt förlag. Snart översattes den till nio språk och fick mycket god kritik – dock ingenstans i lika hög grad som i Schweiz och engelsktalande länder. Den vann flera priser, såsom National Jewish Book Award i USA, Prix Memoire de la Shoah i Frankrike och Jewish Quarterlys litteraturpris i Storbritannien. Boken sålde bra, även om den aldrig var en bästsäljare. Wilkomirski jämfördes med Elie Wiesel, Primo Levi och Anne Frank. Han inbjöds att delta i radio- och TV-program som vittne och expert, och intervjuades och videoinspelades av ansedda arkiv. Mycket av det han sade lämnades oklart eller oförklarat. Han berättade vilka koncentrationsläger han internerats i (Majdanek och Auschwitz) och att han hade tvingats utstå outhärdliga medicinska experiment.

## Ganzfrieds artikel
I augusti 1998 ifrågasatte den schweiziska journalisten och författaren Daniel Ganzfried sanningshalten i memoarerna, i en artikel publicerad i den schweiziska veckotidningen Weltwoche. Han menade att Wilkomirski blott kände till koncentrationslägren "som en turist", och att han, snarare än att ha fötts i Lettland, fötts som Bruno Grosjean som en oäkta son till en ogift mor vid namn Yvonne Grosjean från Biel i Schweiz. Pojken hade sänts till ett barnhem i Adelboden i Schweiz, och kom därigenom till familjen Dössekkers, ett förmöget barnlöst par i Zürich som adopterade honom.
Wilkomirski blev en cause célèbre i den engelsktalande världen och framträdde i såväl 60 Minutes som i BBC, Granta och The New Yorker. Han insisterade att han var en autentisk förintelseöverlevare som i hemlighet som ung pojke bytt plats med Bruno Grosjean när han kommit till Schweiz. De som stödde honom fördömde Ganzfried, som dock kom att presentera vidare bevis som stödde hans teori. Wilkomirski kunde inte verifiera vad han hävdade, men inte heller Ganzfried kunde styrka sina argument helt och hållet.

## Avslöjande
I april 1999 bad Wilkomirskis litteraturagent den schweiziska historikern Stefan Maechler att utreda anklagelserna. Historikern presenterade vad han fann för sin klient och för de nio utgivarna av romanen samma höst. Hans slutsats var att Ganzfrieds anklagelser stämde och att Wilkomirskis påstådda självbiografi motsade historiska fakta.
I detalj beskrev Maechler hur Grosjean-Wilkomirski hade utvecklat sin fiktiva livsberättelse steg för steg över flera decennier. Mest fascinerande var avslöjandet att Wilkomirskis påstådda erfarenheter i det tyskockuperade Polen överensstämde hyfsat väl med vad som faktiskt hade hänt under hans barndom i Schweiz, till den grad att Maechler menade att författaren omskrivit och omstrukturerat sin egen erfarenhet på ett komplext vis, vilket gjort att det som hänt i hans verkliga liv återgivits som ett barns berättelse om att överleva förintelsen. För Maechler var det oklart huruvida Grosjean-Wilkomirski hade gjort detta avsiktligt eller om han faktiskt trodde att det han skrivit var sant, men tvivlade på att författaren var en "kallsinnig, beräknande skurk", såsom Ganzfried hade hävdat. Bland annat avslöjade Maechler att en förintelseöverlevare som Wilkomirski hade hävdat att han kände i lägren, en kvinna vid namn Laura Grabowski, tidigare hade avslöjats som bedragare, och att hon hade använt namnet Lauren Stratford för att skriva om påstådda satanistiska rituella övergrepp, en berättelse som också den hade avslöjats nästan ett decennium tidigare.
Maechlers första rapport publicerades på tyska i mars 2000. Den engelska översättningen gavs ut ett år senare och innehöll den ursprungliga engelska översättningen av romanen, som hade dragits tillbaka av utgivaren efter Maechlers rapport. Efter detta publicerade historikern två essäer med nya fynd och analyser (Maechler, 2001b, 2002) medan Ganzfried (2002) publicerade sin egen kontroversiella version av fallet (s. Oels, 2004; Maechler, 2002). Journalisten Blake Eskin (2002) behandlade också fallet; han beskrev även innan avslöjandet Wilkomirskis resa till USA för att återförenas med folk han hävdat som sin avlägsna släkt, som även Eskin tillhörde. Berättelsen visades i akt ett och två av This American Life, episod 82: Haunted.
Författaren Elena Lappin (1999) publicerade en lång rapport i maj 1999. Hon hade blivit bekant med Wilkomirski två år tidigare när Jewish Quarterly tilldelade honom sitt pris för icke-fiktion. Hon var då utgivare av tidningen, och i sin forskning identifierade hon ett antal motsägelser i Wilkomirskis berättelse. Detta gjorde att hon kom att tro att romanen var fiktiv. Dessutom konstaterade hon att Wilkomirskis farbror, Max Grosjean, sagt att som barn hade han och hans syster Yvonne (Wilkomirskis biologiska moder) varit Verdingkinder (tjänande barn), med andra ord, att de hade varit en del av den ålderdomliga schweiziska tradition av föräldralösa barn som arbetar för familjer, i något som närmar sig barnslaveri. Eskins intresse i fallet Wilkomirski hade sitt ursprung i genealogi: hans familj kom ursprungligen från Riga, och trodde från en början att författaren av romanen kunde vara en sedan länge förlorad släkting. 2002 konstaterade en offentlig åklagare i Zürich att hon inte kunde finna några tecken på kriminellt bedrägeri. Hon tillade att ett DNA-test hade bekräftat att Wilkomirski och Grosjean är samma person.

## Följder
Avslöjandet av Wilkomirskis fabriceringar påverkade bokens status. Orden är desamma, men inte verket. Många hävdade att romanen därmed hade förlorat sitt litterära värde. "När den uttryckta interrelationen mellan förstapersonsperspektivet, dödslägerberättelsen han berättar och den historiska realiteten har bevisats som uppenbart falska, blir vad som var ett mästerverk kitsch." Vissa akademiker menar dock att verket, även som pseudomemoar, har kvar sina värden: "Värdena består i en våldsam vision, ett kraftfullt narrativ, en ackumulation av outplånliga bilder och det oförglömliga sätt genom vilket ett litet barns röst utvecklas i en känslofrånvarande vuxenvärld, under kriget och efter."
Fallet diskuterades häftigt i Tyskland och Schweiz, som ett skolexempel på samtida behandling av förintelsen, och farorna med att använda det för sina egna syften. Fallet överskrider dock den specifika kontexten förintelsen. Fallet väcker frågor om den litterära genren självbiografi, estetiken av ett litterärt verks mottagande, muntlig historia, vittnesmål, minnesforskning, traumaterapi, och så vidare. Fallet har diskuterats utförligt av Carol Tavris och Elliot Aronson som ett intressant fall av självpåtvingade falska minnen.

### Böcker
- Ross Chambers: “Orphaned Memories, Foster-Writing, Phantom Pain: The Fragments Affair," in: Nancy K. Miller and Jason Tougaw (eds.) Extremities: Trauma, Testimony, and Community, Urbanan and Chicago: University of Illinois Press, 2002, ss. 92–111
- Blake Eskin: A Life in Pieces: The Making and Unmaking of Binjamin Wilkomirski, New York and London: Norton, 2002, ISBN 0-393-04871-3
- Daniel Ganzfried: Die Holocaust-Travestie. Erzählung. In: Sebastian Hefti (ed.): ... alias Wilkomirski. Die Holocaust-Travestie. Jüdische Verlagsanstalt, Berlin 2002, ss. 17–154, ISBN 3-934658-29-6
- Yiannis Gabriel: “The Voice of Experience and the Voice of the Expert – Can they Speak to each Other?” I: Brian Hurwitz, Trisha Greenhalgh, Vieda Skultans (eds.): Narrative Research in Health and Illness, Malden: Blackwell Publishing, 2004, ISBN 978-0-7279-1792-8, ss. 168–186
- Lawrence L. Langer: Using and Abusing the Holocaust, Bloomington: Indiana University Press, 2006, ISBN 0-253-34745-9
- Stefan Maechler (2001a): The Wilkomirski Affair: A Study in Biographical Truth, Translated from the German by John E. Woods. Including the text of Fragments, New York: Schocken Books, ISBN 0-8052-1135-7
- Stefan Maechler: Aufregung um Wilkomirski. Genese eines Skandals und seine Bedeutung. I: Diekmann / Schoeps (red.): Das Wilkomirski-Syndrom. Eingebildete Erinnerungen oder Von der Sehnsucht, Opfer zu sein. Pendo: Zürich och München 2002, ISBN 3-85842-472-2.), ss. 86–131
- Susan Rubin Suleiman: Crises of Memory and the Second World War, Cambridge etc.: Harvard University Press, 2006, ISBN 0-674-02206-8
- Carol Tavris and Elliot Aronson: Mistakes Were Made (but not by me): Why we justify foolish beliefs, bad decisions and hurtful acts, New York: Harcourt, 2007, ISBN 978-1-905177-21-9
- Matthew Wickman: The Ruins of Experience. Scotland's “Romantik” Highlands and the Birth of Modern Witness, Philadelphia: University of Pennsylvania Press, 2007, ISBN 978-0-8122-3971-3
- Binjamin Wilkomirski: Fragments. Memories of a Wartime Childhood. Translated from the German by Carol Brown Janeway. New York: Schocken Books, 1996 (reprinted in Maechler, 2001a, pp. 375–496)
- Froma Zeitlin: “New Soundings in Holocaust Literature: A Surplus of Memory.” I: Moishe Postone and Eric Santer (red.): Catastrophe and Meaning. The Holocaust and the Twentieth Century. Chicago and London: The University of Chicago Press, 2003, ISBN 0-226-67611-0, ss. 173–208

### Tidningsartiklar
- Elena Lappin: 'The Man with Two Heads,' Granta 66 (1999), ss. 7–65
- Stefan Maechler (2001b): 'Wilkomirski the Victim. Individual Remembering as Social Interaction and Public Event.' I: History & Memory, vol. 13, nr. 2, fall / winter 2001, ss. 59–95
- Timothy Neale (2010): ". . . the credentials that would rescue me': Trauma and the Fraudulent Survivor." I: Holocaust & Genocide Studies, vol. 24, nr. 3, ss. 431-48
- David Oels: A real-life Grimm’s fairy tale. Korrekturen, Nachträge, Ergänzungen zum Fall Wilkomirski. I: Zeitschrift für Germanistik, N.F. 14 (2004) vol. 2, ss. 373–390